# بايمان سادات (الريف الشرقي)
بايمان سادات (بالفارسية: بایمان سادات) هي منطقة سكنية تقع في إيران في قسم الريف الشرقي الريفي. يقدر عدد سكانها بـ 303 نسمة بحسب إحصاء 2016.